# Соціалістична партія України
Соціалістична партія України (СПУ) — колишня партія в Україні. Ставила за мету «розбудову соціалізму на засадах народовладдя». Молодіжне крило партії — Спілка молодих соціалістів (СМС). 20 березня 2022 РНБО призупинила діяльність партії, а 14 червня Восьмий апеляційний адміністративний суд остаточно заборонив її діяльність.
З 1991 по 2010 партію очолював Олександр Мороз. Після президентських виборів 1994 року значна частина СПУ спершу підтримувала Леоніда Кучму, але після конфлікту парламенту та Кабміну 1995 року перейшла в опозицію. У 2000-2003 роках Мороз був одним із організаторів акцій протесту проти президента Кучми “Україна без Кучми” та “Повстань, Україно!”, а восени 2000-го він оприлюднив “плівки Мельниченка”, що вказували на причетність Кучми та його оточення до вбивства журналіста Георгія Гонгадзе.
СПУ підтримала Помаранчеву революцію, а після обрання Віктора Ющенка президентом увійшла до парламентської коаліції. У 2006 році невдовзі після початку політичної кризи СПУ сформула коаліцію з Партією Регіонів та Комуністичною партією України, що дозволило Віктору Януковичу знову стати прем'єр-міністром, а Морозу — спікером. Деякі члени партії не підтримали цей крок, а рейтинг партії похитнувся, і починаючи з виборів 2007 року вона не проходила до парламенту.
Після відходу Мороза від керівництва, в партії почалася тривала боротьба за лідерство, спершу між Миколи Рудьковським та Петром Устенком, а пізніше — між Іллею Кивою та Сергієм Капліним. Фактично з 2017 року СПУ очолював Ілля Кива, який на той час декларував проєвропейську ідею, але згодом зайняв радикальну проросійську позицію.
Напередодні російського вторгнення в лютому 2022 року Олександр Мороз зустрічався з самопроголошеним президентом Білорусі Олександром Лукашенком, а Ілля Кива заявляв, що "Україна окупована силами НАТО". СБУ та Мін'юст ініціювали заборону партії. Остаточна заборона відбулася 22 жовтня 2022 року.

## Історія партії

### Рання історія (1991-94)
СПУ створено 26 жовтня 1991 року в Києві зусиллями колишніх членів забороненої КПУ (КПРС), які не погоджувалися з її забороною і прагнули продовжувати політичну діяльність. Лідером партії обрали колишнього керівника комуністичної більшості в Верховній Раді УРСР Олександра Мороза.
15 березня 1992 р. був заснований друкований орган СПУ — газета «Товариш». Її першим редактором став Адам Мартинюк.
У грудні 1993 партія оголосила себе опозиційною до влади, яку уособлювали президент Леонід Кравчук та прем'єр-міністр Леонід Кучма. Після віднови КПУ соцпартію покинуло чимало колишніх членів КПРС.
На парламентських виборах 1994 р. до Верховної Ради України обрано 14 представників СПУ (згодом за підтримки СПУ до парламенту дообрано ще й Наталію Вітренко). У травні 1994 р. Олександр Мороз став головою Верховної Ради. Його кандидатуру висунуто на президентських виборах того-таки року, у першому турі яких Мороз набрав 13.04 % голосів (3 місце).
У 1994 р. створено молодіжне крило партії — Соціалістичний конгрес молоді (СКМ).

### Співпраця та конфлікт із Кучмою
Після обрання президентом Леоніда Кучми значна частина СПУ підтримала його доповідь-програму «На шляху радикальних реформ» (19 жовтня 1994 р.), але у квітні 1995 р., після невдалих спроб порозумітися через парламент з виконавчою владою, СПУ знову остаточно перейшла до опозиції. Але радикально настроєні соціалісти на чолі з Наталією Вітренко далі критикували керівництво партії за «угодовство із владою». Зрештою вони покинули партійні лави й у червні 1996 р. утворили Прогресивну соціалістичну партію України.
Ухвалення нової Конституції України (28 червня 1996 р.) відбулося під головуванням тодішнього лідера СПУ Олександра Мороза.
У 1997 р. партія розпочала реалізацію плану зі створення «загальнодемократичного фронту». У червні на спільному засіданні Політради СПУ та Вищої ради Селянської партії досягнуто згоди щодо створення єдиного передвиборчого блоку і прийнято Декларацію про його принципи. На парламентських виборах 1998 р. блок СПУ-СелПУ здобув 8,5 % (третє місце після КПУ і Руху) і отримав 29 місць за списком. Ще 6-х депутатів-соціалістів (серед яких — Олександр Мороз, Станіслав Ніколаєнко та Іван Чиж) обрано в одномандатних округах. Фракція СПУ і СелПУ дістала назву «Лівий центр». На Голову Верховної Ради обрано представника блоку — Олександра Ткаченка. Проте згодом союз із СелПУ розпався.
На президентських виборах 1999 року СПУ знову висунула кандидатуру Олександра Мороза. Ідея «загальнодемократичного фронту» отримала своє продовження в проекті «Канівської четвірки», утвореної 24 серпня 1999 р. Хоча мова йшла про персональний союз, уперше представник СПУ офіційно об'єднав зусилля з висуванцями не лише лівих, але й правих партій. Головним досягненням проекту самі соціалісти вважають «прорив інформаційної блокади». Але врешті-решт проект зазнав провалу, кожен із її учасників пішов своїм шляхом. Мороз, як кандидат від соціалістів, отримав 11.29 % голосів (3 місце).
Після президентських виборів у партії виникла криза, проявом якої стало створення «соціалістичної платформи» на чолі з Іваном Чижем та Валерієм Арестовим. 19 лютого 2000 р. Політрада СПУ після цілоденного обговорення виключила її організаторів із партії — за дії, що «ведуть до розколу партії, ослаблення її авторитету».
На VIII з'їзді СПУ, що відбувся 20 травня 2000 р. у Києві, головною програмною метою партія проголосила Демократичний соціалізм.
Важливою політичною перемогою СПУ є зрив спроби втілити в життя через парламент результати референдуму 16 квітня 2000 р..
28 листопада 2000 р. Олександр Мороз у виступі на сесії Верховної Ради оприлюднив «Плівки Мельниченка» та звинуватив Леоніда Кучму і його найближче оточення у причетності до зникнення журналіста Георгія Ґонґадзе. Соціалісти таким чином стали ініціатором «Касетного скандалу».

### Акції протесту проти Кучми
Вже в грудні СПУ була головною рушійною силою акції «Україна без Кучми». Під час цієї акції вперше на рівні пересічних членів партій соціалісти об'єднали зусилля з представниками правих партій. Проте після поразки УБК на парламентські вибори опозиційні до Леоніда Кучми партії вирішили йти самостійно. Напередодні кампанії СПУ мало не втратила молодіжне крило. Соціалістичний конгрес молоді (СКМ) та його лідер Вадим Місюра вирішили підтримати СДПУ(О), на чолі з тодішнім головою адміністрації президента Кучми Віктором Медведчуком. Проте, більшість місцевих осередків молодих соціалістів не підтримали рішення керівництва СКМ. Силами тих молодих соціалістів, хто вирішив продовжити боротьбу, а не «лягати» під владу, в короткий термін організовано Спілку молодих соціалістів (СМС).
На виборах 2002 року СПУ здобула 6,87 % голосів (5 місце). Спроби створити в новому парламенті опозиційну більшість виявилися невдалими. Консолідувати єдиний фронт опозиційних сил (КПУ, СПУ, БЮТ, «Наша Україна») вдалося лише восени — 16 вересня 2002 року, під час акції «Повстань, Україно!».
На посаду президента у 2004 році соціалісти знов висунули кандидатуру Олександра Мороза. Він набрав у першому турі 5,77 % голосів виборців (3 місце), після чого СПУ висловилася на користь Віктора Ющенка.
Соціалісти були активними учасниками Помаранчевої революції. І після інавгурації Віктора Ющенка вперше за історії партії офіційно отримали посади у виконавчій владі — портфелі трьох міністрів, голови Фонду держмайна і двох керівників обласних держадміністрацій. Посади в уряді представники СПУ зберегли й після зміни уряду Юлії Тимошенко на кабінет Юрія Єханурова у вересні 2005 року.

### Політична криза 2006-2007
Протягом 2005 року лави СПУ поповнилися членами самоліквідованої партії «Українська партія справедливості — Союз ветеранів, інвалідів, чорнобильців, афганців».
На парламентських виборах 2006 року СПУ здобула 5,69 % голосів (4 місце). Брала участь у переговорах зі створення коаліції з БЮТ і «Нашою Україною», проте останні відмовилися підтримати кандидатуру Олександра Мороза на виборах голови Верховної Ради. Натомість Мороза підтримали КПУ та Партія регіонів, чиїх голосів вистачило для обрання спікера. Після цього СПУ створила коаліцію з комуністами і «регіоналами» і підтримала висунення кандидатом у прем'єри Віктора Януковича. У новому уряді соціалісти отримали посади двох міністрів і голови Фонду держмайна.
Новий політичний союз викликав неоднозначну реакцію в лавах соціалістів. Рішучий протест проти нового формату коаліції, зокрема, висловили Юрій Луценко, який заявив про розрив з СПУ, та Йосип Вінський, що відмовився від посади секретаря Політради СПУ. Новим секретарем і одночасно лідером фракції обраний Василь Цушко.

### Парламентські вибори 2007 року
На позачергових парламентських виборах 2007 року отримала 2,86 % голосів (6 місце).
Перша п'ятірка мала такий вигляд:
1. Мороз Олександр Олександрович
2. Цушко Василь Петрович
3. Бойко Володимир Семенович
4. Семенюк Валентина Петрівна
5. Ніколаєнко Станіслав Миколайович

### Боротьба всередині партії (2010-17)
24 липня 2010 року новим головою СПУ обрано Василя Цушка — на той час чинного міністра економіки.
На раді Соціалістичного інтернаціоналу, яка відбулась 1-2 липня 2011 року СПУ була виключена з його лав. Цьому посприяла активна діяльність Партії Регіонів у своїй інтеграції в Європейський простір (бажання прибрати конкурента), внаслідок якої була підписана угода про співпрацю між ПР та Соцінтерном. Проте після скандалу довкола умов перебування екс-прем'єр-міністра Ю. Тимошенко за ґратами — Соцінтерн розірвав угоду в односторонньому порядку.
18 грудня 2011 року Селянська партія України на чолі з Зиновієм Холоднюком, партія «Соціалістична Україна» на чолі з Володимиром Гошовським, Всеукраїнська партія «Дітей війни» на чолі з Валерієм Іващенком, «Діти війни» Народної партії України" на чолі з Василем Патлачуком, партія «Козацька слава» на чолі зі Станіславом Селивановим приєдналися до СПУ шляхом підписання Меморандуму про об'єднання лівих і лівоцентристських партій.
На парламентських виборах в 2012 році партія СПУ набрала 0.45 % голосів виборців (10 місце) на багатомандатному загальнодержавному виборчому округу і не потрапила до Верховної Ради, це найгірший результат в історії партії.
На XX з'їзді головою СПУ був обраний Рудьковський Микола Миколайович.

### Під проводом Іллі Киви (2017-19)
З приходом Іллі Киви на посаду голови партії, ідеологія зазнала змін — ключовою доктриною стала «Соціалізм буде просякнутий патріотизмом». Склад партії оновили. Почалося відновлення осередків партії, що були в занедбаному стані.
14 лютого 2018 — партія розірвала стосунки з «Республіканською партією праці та справедливості Білорусі» після заяв її голови Василя Заднепряного про «Російській Крим».
У березні 2018 — партія декларує про відсутність ностальгії за СРСР і курс на інтеграцію з ЄС, вступ до НАТО.
25 березня 2018 — партія провела з'їзд, затвердили нову програму. Програму назвали «Сильна країна. Соціальна справедливість. Порядок і закон».
3 листопада 2018 — на з'їзді партія України затвердила зміну логотипу і висунула кандидата на президентські вибори 2019 року. Логотип з трояндою на рожевому фоні, змінив кулак на темному бордовому фоні. Кандидатом став керівник партії Ілля Кива.
У лютому 2019 року Міністерство юстиції зареєструвало нову символіку партії. Стара символіка залишається у власності партії.

### Заборона
20 березня 2022 року, під час повномасштабного вторгнення військ РФ до України, РНБО призупинила діяльність партії. 14 червня Восьмий Апеляційний суд Львова остаточно заборонив її діяльність. Майно партії та всіх її організацій мало бути передано державі.

## Скандали
Зміна керівника партії 2017 року викликала великий резонанс. За даними українські ЗМІ, проросійський політик Ілля Кива, колишній радник міністра МВС, заявив що очолив партію, посилаючись на рішення її з'їзду. Делегував обов'язки глави партії Киві голова СПУ до 2017 року Петро Устенко, якого в жовтні 2013 року на XIX з'їзді зняли з посади голови партії та призначили замість нього нардепа Миколу Рудьковського, якого пізніше через судову тяганину з Устенком у серпні 2015 року на XX з'їзді відправили у відставку, призначивши головою Миколу Садового.
Хоча у реєстрі партійних та громадських формувань України до 2017 року головою партії зазначався Петро Устенко. Що підтверджує факт розламу всередині партії й плутанини серед найвищих партійних чинів. Пізніше, народний депутат України від Блоку Порошенка Сергій Каплін, оголошує себе главою Соціалістичної партії України, стверджуючи що його обрали на голову партії, на з'їзді з 5 осіб. Але законного підтвердження цієї заяви немає.
Пізніше ухвалою з'їзду партії Петра Устенка виключено з лав СПУ. Внаслідок вступу в сепаратні переговори з представниками керівника апарату уряду Російської Федерації Владислава Суркова, на предмет продажу партії Російській стороні. Потім у ЗМІ з'являється інформація про нібито виключення Киви ухвалою з'їзду партії та затвердження на посаді голови партії чинного депутата від БПП Сергія Капліна. Сам Ілля Кива спростував цю інформацію, заявивши що його виключення з СПУ нелегітимне.
У січні 2018 року громадськості остаточно стало ясно хто є чинним лідером Соціалістичної Партії України. Згідно з документами Міністерства юстиції України та записів у реєстрі партійних і громадських формувань України чинним головою є — Кива Ілля Володимирович.